# 서천 신송리의 곰솔
서천 신송리의 곰솔은 대한민국 충청남도 서천군 서천읍 신송리에 있던 곰솔이다. 1988년 4월 30일 대한민국의 천연기념물 제353호로 지정되었으나, 2002년 낙뢰 피해 이후 수세가 쇠약해지며 수간부에 소나무 좀벌레 등 심식충의 피해가 발생하여 고사하여, 2005년 8월 천연기념물 지정이 해제되었다.

## 참고 자료
- 서천 신송리의 곰솔 보관됨 2007-09-29 - 웨이백 머신 - 남북의 천연기념물
- 서천 신송리의 곰솔 - 문화재청
- ‘포천 직두리의 부부송’ 천연기념물 지정 및 ‘가지산 철쭉나무 군락지’ 지정예고 - 문화재청 보도자료